# Moraea flexicaulis
Moraea flexicaulis är en irisväxtart som beskrevs av Peter Goldblatt. Moraea flexicaulis ingår i släktet Moraea och familjen irisväxter. Inga underarter finns listade i Catalogue of Life.